# Fraggerl
Das Fraggerl war ein österreichisches Volumenmaß und entsprach einem Achtel der Maß.
- 1 Fraggerl = 1/2 Seidel = 1/8 Maß (Wiener Weinmaß)